# Eleno-Tvărdisjka Planina
Eleno-Tvărdisjka Planina (bulgariska: Елено-Твърдишка Планина) är en bergskedja i Bulgarien. Den ligger i regionen Sliven, i den centrala delen av landet, 210 km öster om huvudstaden Sofia.